# Ganonema nigripenne
Ganonema nigripenne is een schietmot uit de familie Calamoceratidae. De soort komt voor in het Palearctisch gebied.